# Seorsumuscardinus
Seorsumuscardinus là một chi chuột sóc từng tồn tại ở châu Âu vào đầu thế Trung Tân (kỷ Tân Cận), đới MN 4 (Oberdorf, Áo; Karydia, Hy Lạp; Tägernaustrasse-Jona, Thụy Sĩ) và MN 5 (Affalterbach, Đức). Các mẫu hóa thạch thuộc phân đới MN 4 là loài S. alpinus; trong khi mẫu hóa thạch duy nhất thuộc phân đới MN 5, lúc mới mô tả lần đầu năm 2007, được xếp vào chi Heissigia, nhưng sau đó được phân loại lại thành loài thứ hai của Seorsumuscardinus với tên S. bolligeri vào năm 2009.
Cả hai loài Seorsumuscardinus kể trên đều chỉ được biết đến qua một số răng hóa thạch riêng lẻ, cho thấy chúng là một giống chuột sóc có kích thước trung bình với hàm răng bằng phẳng. Đặc điểm chung của tất cả các răng này là có các mào ngang và dài xen kẽ với những mào ngắn hơn. Một trong số các mào này, phụ mào ngang trước (anterotropid), giúp phân biệt hai loài, vì nó xuất hiện ở răng cối dưới ở S. alpinus nhưng không thấy ở S. bolligeri. Mào khác, mào ngang giữa (centroloph), chạm tới mép ngoài của răng cối trên thứ nhất ở S. bolligeri, nhưng không ở S. alpinus. Seorsumuscardinus có thể có liên hệ bà con với Muscardinus (một chi chuột sóc nâu còn sống hiện nay, xuất hiện cùng thời) và Glirudinus, xuất hiện sớm hơn.

## Phân loại học
Năm 1992, vài mẫu răng hóa thạch tìm thấy tại vùng lân cận với Tägernaustrasse, Thụy Sĩ (đới MN 4; Trung Tân sớm, xem phân vùng MN) được Thomas Bolliger xác định thuộc một loài chuột sóc chưa biết (họ Gliridae), có lẽ có quan hệ bà con với Eomuscardinus. Sáu năm sau, Hans de Bruijn, xếp các hóa thạch đào được từ Oberdorf, Áo (MN4) vào loài và chi mới Seorsumuscardinus alpinus và xếp luôn số mẫu trước đó ở Tägernaustrasse và Karydia, Hi Lạp (MN 4) vào chi Seorsumuscardinus. Năm 2007, những hóa thạch tìm thấy tại Affalterbach, Bavaria (MN 5, có niên đại gần đây hơn MN 4) được Jerome Prieto và Madeleine Böhme xếp vào loài và chi mới Heissigia bolligeri; hai người cũng có nói thoáng qua đến các mẫu tại Tägernaustrasse, nhưng không so sánh chi mới của họ với chi Seorsumuscardinus. Hai năm sau, Prieto so sánh hai chi và kết luận thực tế ra chúng có thể là một chi, nhưng khác loài. Do đó, chi Seorsumuscardinus hiện nay gồm loài S. alpinus thuộc MN 4 và S. bolligeri thuộc MN 5. Prieto tạm xếp các mẫu đào được từ Tägernaustrasse vào loài S. alpinus. Ngoài ra, ông còn đề cập đến Pentaglis földváry, tên miêu tả cho một mẫu răng cối trên thuộc thế Trung Tân giữa tìm thấy tại Hungary mà bây giờ đã bị mất. Dù mẫu này có một số nét tương đồng với Seorsumuscardinus nhưng những hình minh họa của nó thì quá tệ để có thể xác định được chính xác nó thuộc loài nào. Do đó, Prieto cho rằng Pentaglis földváry là một trường hợp nomen dubium không thể xác định.
Vì hình thái học của Seorsumuscardinus vừa mang tính đặc trưng vừa có đặc tính dẫn xuất chia sẻ, mối quan hệ giữa chi này với các chi khác không được rõ ràng cho lắm. Tuy nhiên, các răng của Seorsumuscardinus cho thấy vài nét tương đồng với Muscardinus (chi gồm loài chuột sóc nâu ngày nay). Seorsumuscardinus và Muscardinus có lẽ có cùng tổ tiên, có thể là Glirudinus. Cả ba đều thuộc họ Gliridae, một họ gồm rất nhiều chi, cả bị tuyệt chủng lẫn còn sống, trải dài từ tầng Ypres (khoảng 50 triệu năm trước) cho tới hiện nay. Tên chi Seorsumuscardinus là kết hợp của từ Latin seorsum - "khác biệt", với Muscardinus; còn tên loài alpinus ám chỉ đến vùng núi Anpơ gần nơi S. alpinus được tìm thấy. Tên Heissigia được đặt nhằm vinh danh nhà khảo cổ Kurt Heissig nhân dịp sinh nhật 65 tuổi của ông vì các công trình ông thực hiện tại Bavaria, còn bolligeri nhằm vinh danh Thomas Bolliger là người đã sớm miêu tả chi chuột sóc này.

## Miêu tả
| Răng | Chiều | S. bolligeri (Affalterbach) | S. alpinus (Oberdorf) |
| --- | ----- | --------------------------- | --------------------- |
| TH4 | Dài   | 1,03                        | 0,93–0,97             |
| TH4 | Rộng  | 1,07                        | 1,06–1,12             |
| C1 | Dài   | 1,26                        | 1,20–1,29             |
| C1 | Rộng  | 1,40                        | 1,31–1,43             |
| C2 | Dài   | 1,14–1,22                   | 1,21–1,24             |
| C2 | Rộng  | 1,37–1,50                   | 1,33–1,45             |
| C3 | Dài   | 1,05                        | 1,03                  |
| C3 | Rộng  | 1,25                        | 1,19                  |
| th4 | Dài   | –                           | 0,80                  |
| th4 | Rộng  | –                           | 0,65                  |
| c1 | Dài   | 1,35                        | 1,25–1,27             |
| c1 | Rộng  | 1,28                        | 1,26–1,31             |
| c2 | Dài   | 1,28                        | –                     |
| c2 | Rộng  | 1,40                        | –                     |
| c3 | Dài   | –                           | 1,15–1,28             |
| c3 | Rộng  | –                           | 1,06–1,27             |
| Mọi số đo đều bằng milimét. TH4: Răng tiền hàm trên thứ 4; C1: răng cối trên thứ 1.v.v.. th4: răng tiền hàm dưới thứ 4; c1: răng cối dưới thứ 1.v.v... |       |                             |                       |

Người ta chỉ biết đến Seorsumuscardinus qua răng hàm của chúng, cụ thể là răng tiền hàm thứ 4 ở hàm trên và hàm dưới, răng cối thứ 1, 2, 3 ở hàm trên cùng răng cối thứ 1, 2, 3 ở hàm dưới. Các răng này có tiếp xúc mặt nhai bằng phẳng và so với các giống chuột sóc khác thì chúng có kích cỡ trung bình. Nếu so cùng chi thì răng S. bolligeri lớn hơn S. alpinus một tí.

### Răng trên
Răng tiền hàm trên thứ 4 (TH4) có bốn mào chính, sắp theo chiều ngang. De Bruijn miêu tả bốn mào này, theo thứ tự từ trước ra sau, là mào ngang trước (anteroloph), mào ngang hướng trước (protoloph), mào ngang hướng sau (metaloph) và mào ngang sau (posteroloph), cùng ghi nhận chúng không chạm tới cạnh răng. Ở S. bolligeri, TH4 còn có thêm một mào nhỏ ở chính giữa. Ghi chép của Prieto và Böhme cho thấy mào ngang sau của TH4 lồi ra ở mép sau răng. Trong chi Muscardinus, số lượng mào trên TH4 nằm trong khoảng từ 5 (Muscardinus sansaniensis) đến 2 (M. pliocaenicus cùng loài chuột sóc nâu hiện nay), nhưng mào ngang hướng trước và mào ngang hướng sau luôn luôn chạm nhau ở mặt lưỡi (mặt trong). Ở S. alpinus, TH4 có hai chân, trong khi S. bolligeri có ba.
Răng cối trên thứ nhất (C1), theo miêu tả của De Bruijn, có dạng vuông trong khi Prieto và Böhme xét thấy có dạng tròn. Có năm mào ngang chính, phần lớn biệt lập, nhưng một số có thể chạm nhau ở rìa răng. Mào ngang giữa của mẫu C1 duy nhất được biết thuộc S. bolligeri, khác với năm mẫu thuộc S. alpinus, chạm đến mép môi (mép ngoài). Khác với tất cả các mẫu (trừ một) thuộc S. alpinus, mào ngang trước của S. bolligeri không nổi rõ ràng lên. C1 ở S. alpinus có ba chân. Số lượng chân C1 ở S. bolligeri hiện chưa được biết.
C2, theo miêu tả của Prieto và Böhme, thì không tròn như C1. De Bruijn nhận thấy các mào của C2 song song với nhau hơn C1. Ngoài năm mào chính, còn có một số mào nhỏ hơn nằm ở trước và sau mào ngang giữa; các mào này không phủ hết chiều rộng răng. Một mào nhỏ ở mặt lưỡi, trước mào ngang giữa, xuất hiện trên một mẫu C2 thuộc S. bolligeri; kiểu mào như vậy không thấy ở bất kì mẫu S. alpinus nào. Một mẫu C2 khác, thuộc S. bolligeri, có một mào na ná nằm ở mặt môi, cũng như cả năm mẫu C2 thuộc S. alpinus (phía sau mào ngang giữa). Trên hai mẫu C2 thuộc S. alpinus, mào ngang giữa và mào ngang hướng sau nối với nhau bởi một mào dọc; mào này không thấy ở S. bolligeri. C2 có ba chân.
Oberdorf, Affalterbach, và Tägernaustrasse, mỗi vùng có một mẫu C3 duy nhất được tìm thấy Ngoài các mào chính, còn có hai hay ba mào phụ nhỏ hơn. Số lượng chân của C3 hiện chưa được biết.

### Răng dưới
Người ta đào được hai mẫu răng tiền hàm dưới thứ 4 (th4) của Seorsumuscardinus: mẫu Oberdorf, chất lượng khá kém, và mẫu Tägernaustrasse, có chất lượng khá hơn. Có tổng cộng bốn mào, trong đó cặp mào trước và cặp mào sau nối với nhau tại mặt lưỡi và ở mẫu Oberdorf cũng ở mặt môi nữa. So với Muscardinus hispanicus thì răng này khá giống, nhưng cặp mào trước thì phát triển hơn. Tiền hàm dưới thứ 4 có một chân.
Răng cối dưới thứ 1 (c1) có bốn mào và một mào nhỏ hơn nằm giữa cặp mào chính phía sau. Giữa cặp mào chính phía trước, mào ngang trước và mào ngang hướng sau, c1 ở S. alpinus có một mào phụ, phụ mào ngang trước, trong khi S. bolligeri không có. Mặt nhai của c2 thì tương tự như c1. Phụ mào ngang trước cũng không xuất hiện trên c2 ở S. bolligeri, tuy nhiên không rõ S. alpinus có có không vì tại Oberdorf không tìm thấy c2 thuộc S. alpinus. Trên một mẫu c2 đã sờn từ Tägernaustrasse, phần mặt môi của mào ngang trước dày lên một tí, làm cho Prieto nghĩ rằng đây là vết tích còn sót lại của phụ mào ngang trước; do đó ông xếp quần thể tại Tägernaustrasse vào loài S. cf. alpinus. Oberdorf là địa điểm duy nhất mà c3 của Seorsumuscardinus được tìm thấy. Những đặc điểm của c3 thì tương tự như c1 với một phụ mào ngang trước ngắn, nhưng các mào thì sắp xếp "méo" hơn. Ở S. alpinus, các răng cối dưới có hai và thi thoảng ba chân. Các hóa thạch c1 thuộc S. bolligeri đã bị mất hết chân còn ở c2 thì có hai.

## Phân bố
Trong đới MN 4, Seorsumuscardinus được tìm thấy tại Oberdorf, Áo (vùng 3 và 4, mỗi vùng lần lượt có 6 và 17 răng S. alpinus); Karydia, Hi Lạp (S. alpinus) và Tägernaustrasse, Thụy Sĩ (5 răng S. cf. alpinus). Affalterbach, Đức, nơi có 10 răng S. bolligeri, là vùng duy nhất thuộc đới MN 5 mà chi này được tìm thấy. Bản thân các vùng trên là một phần của một khu vực rộng lớn gồm nhiều quần thể chuột sóc thuộc nhiều loài khác nhau. Vì S. alpinus và S. bolligeri có giai đoạn phân bố riêng biệt, không trùng lặp, Prieto đề xuất sử dụng chi Seorsumuscardinus cho phương pháp sinh địa tầng (thuật dùng hóa thạch để xác định tuổi trầm tích). Seorsumuscardinus xuất hiện cùng thời với loài Muscardinus lâu đời nhất được biết.